# Talib al-Naqib
Talib al-Naqib (en arabe : طالب النقيب), né le 28 février 1862 ou le 28 février 1871 à Bassorah (Empire ottoman) et mort le 16 juin 1929 à Munich (Allemagne), est un homme politique ottoman puis irakien.

## Mort
Al-Naqib ayant des problèmes de santé, il se rend en Allemagne à Munich afin de subir une intervention chirurgicale, mais il en meurt le 16 juillet 1929. Son corps est ramené à Bassorah, où il est enterré au cimetière d'al-Hassan al-Basri à Al-Zubair.  

## Références

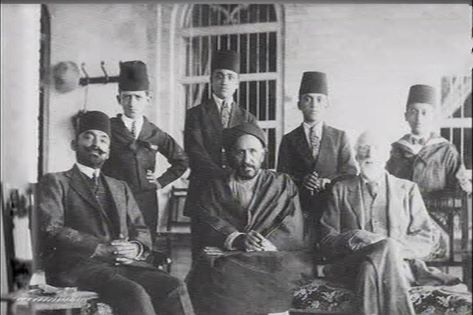
Khaz'al al-Ka'bi (au milieu), Hugh Bell (à droite) et Talib al-Naqib (à gauche), en 1920.